# Пол Маклін
Пол Маклін (англ. Paul MacLean, нар. 9 березня 1958, Гростенкен) — канадський хокеїст, що грав на позиції крайнього нападника. Грав за збірну команду Канади. Згодом — хокейний тренер.
Володар Кубка Стенлі. Провів понад 700 матчів у Національній хокейній лізі.

## Ігрова кар'єра
Уродженець французького міста Гростенкен, у віці двох років Пол разом з батьками переїхали до канадського містечка Антігоніш.
Хокейну кар'єру розпочав 1977 року в ГЮХЛК.
1978 року був обраний на драфті НХЛ під 109-м загальним номером командою «Сент-Луїс Блюз». 
Протягом професійної клубної ігрової кар'єри, що тривала 12 років, захищав кольори команд «Сент-Луїс Блюз», «Вінніпег Джетс» та «Детройт Ред-Вінгс».
У 1982 трапився курйоз, його фото помилково показали під час трансляції замість фото партнера по команді Ларрі Гопкінса.
Загалом провів 772 матчі в НХЛ, включаючи 53 гри плей-оф Кубка Стенлі.
Виступав за збірну Канади.

## Тренерська робота
Довгий час працював з різними клубами ІХЛ та ХЛСШ.
2011 року розпочав тренерську роботу в НХЛ. Працював з командами «Детройт Ред-Вінгс», «Оттава Сенаторс» (головний тренер) та «Анагайм Дакс» в останньому був асистентом головного тренера до 1 червня 2017 року.

## Нагороди та досягнення
Як гравець
- Учасник матчу усіх зірок НХЛ — 1985.

Як тренер
- Володар Кубка Стенлі в складі «Детройт Ред-Вінгс» — 2008 (асистент головного тренера).

## Статистика
| Сезон        | Клуб                    | Ліга         | Регулярний сезон | Регулярний сезон | Регулярний сезон | Регулярний сезон | Регулярний сезон | Плей-оф | Плей-оф | Плей-оф | Плей-оф | Плей-оф |
| Сезон        | Клуб                    | Ліга         | І                | Г                | П                | О                | ШХ               | І       | Г       | П       | О       | ШХ      |
| ------------ | ----------------------- | ------------ | ---------------- | ---------------- | ---------------- | ---------------- | ---------------- | ------- | ------- | ------- | ------- | ------- |
| 1977–78      | «Галл Олімпікс»         | ГЮХЛК        | 66               | 38               | 33               | 71               | 125              | —       | —       | —       | —       | —       |
| 1978–79      | Університет Далгузі     | АУД          | 18               | 12               | 17               | 29               | 71               | —       | —       | —       | —       | —       |
| 1980–81      | «Солт-Лейк Голден-Іглс» | ЦПХЛ         | 80               | 36               | 42               | 78               | 160              | 17      | 11      | 5       | 16      | 47      |
| 1980–81      | «Сент-Луїс Блюз»        | НХЛ          | 1                | 0                | 0                | 0                | 0                | 1       | 0       | 0       | 0       | 0       |
| 1981–82      | «Вінніпег Джетс»        | НХЛ          | 74               | 36               | 25               | 61               | 106              | 4       | 3       | 2       | 5       | 20      |
| 1982–83      | «Вінніпег Джетс»        | НХЛ          | 80               | 32               | 44               | 76               | 121              | 3       | 1       | 2       | 3       | 6       |
| 1983–84      | «Вінніпег Джетс»        | НХЛ          | 76               | 40               | 31               | 71               | 155              | 3       | 1       | 0       | 1       | 0       |
| 1984–85      | «Вінніпег Джетс»        | НХЛ          | 79               | 41               | 60               | 101              | 119              | 8       | 3       | 4       | 7       | 4       |
| 1985–86      | «Вінніпег Джетс»        | НХЛ          | 69               | 27               | 29               | 56               | 74               | 2       | 1       | 0       | 1       | 7       |
| 1986–87      | «Вінніпег Джетс»        | НХЛ          | 72               | 32               | 42               | 74               | 75               | 10      | 5       | 2       | 7       | 16      |
| 1987–88      | «Вінніпег Джетс»        | НХЛ          | 77               | 40               | 39               | 79               | 76               | 5       | 2       | 0       | 2       | 23      |
| 1988–89      | «Детройт Ред-Вінгс»     | НХЛ          | 76               | 36               | 35               | 71               | 118              | 5       | 1       | 1       | 2       | 8       |
| 1989–90      | «Сент-Луїс Блюз»        | НХЛ          | 78               | 34               | 33               | 67               | 100              | 12      | 4       | 3       | 7       | 20      |
| 1990–91      | «Сент-Луїс Блюз»        | НХЛ          | 37               | 6                | 11               | 17               | 24               | —       | —       | —       | —       | —       |
| Усього в НХЛ | Усього в НХЛ            | Усього в НХЛ | 719              | 324              | 349              | 673              | 968              | 53      | 21      | 14      | 35      | 104     |

## Тренерська статистика
| Команда | Сезон   | Регулярний сезон | Регулярний сезон | Регулярний сезон | Регулярний сезон | Регулярний сезон | Регулярний сезон             | Плей-оф | Плей-оф | Плей-оф                  | Плей-оф |
| Команда | Сезон   | І                | В                | П                | ОТ               | О                | Результат                    | В       | П       | Результат                |         |
| ------- | ------- | ---------------- | ---------------- | ---------------- | ---------------- | ---------------- | ---------------------------- | ------- | ------- | ------------------------ | ------- |
| OTT     | 2011–12 | 82               | 41               | 31               | 10               | 92               | 2-е в ПСД                    | 3       | 4       | Поразка в першому раунді |         |
| OTT     | 2012–13 | 48               | 25               | 17               | 6                | 56               | 4-е в ПСД                    | 5       | 5       | програш у другому раунді |         |
| OTT     | 2013–14 | 82               | 37               | 31               | 14               | 88               | 5-е в Атлантичному дивізіоні | -       | -       | не вийшли у плей-оф      |         |
| OTT     | 2014–15 | 27               | 11               | 11               | 5                | 27               | -                            | -       | -       | звільнений               |         |
| Усього  | Усього  | 239              | 114              | 90               | 35               | .550             | 0 перемог у Дивізіоні        | 8       | 9       | 0 Кубків Стенлі          |         |